# Gamma Sculptoris
Gamma Sculptoris (γ Scl / HD 219784 / HR 8863) és un estel en la constel·lació de l'Escultor. Amb magnitud aparent +4,41, és el tercer estel més brillant en la constel·lació, només superat per α Sculptoris i β Sculptoris. Es troba a 182 anys llum de distància del Sistema Solar.
Gamma Sculptoris és un gegant taronja de tipus espectral K1III o G8III amb una temperatura superficial de 4552 K. Té una lluminositat bolomètrica 74 vegades major que la del Sol i el seu radi —calculat a partir del seu diàmetre angular de 2,13 ± 0,03 mil·lisegons d'arc— és gairebé 13 vegades més gran que el radi solar. És semblant a altres coneguts gegants com Pòl·lux (β Geminorum) o Wei (ε Scorpii), però està més allunyat que aquests. La seva massa és aproximadament un 60 % major que la del Sol i té una edat aproximada de 1300 milions d'anys.
Gamma Sculptoris té una metal·licitat —abundància relativa d'elements més pesats que l'heli— lleugerament inferior a la del Sol ([M/H] = -0,05). Els continguts d'alumini, níquel i vanadi són molt semblants als valors solars, però sodi i silici són més abundants que en el nostre estel.